# Bogestra-Hauptverwaltung

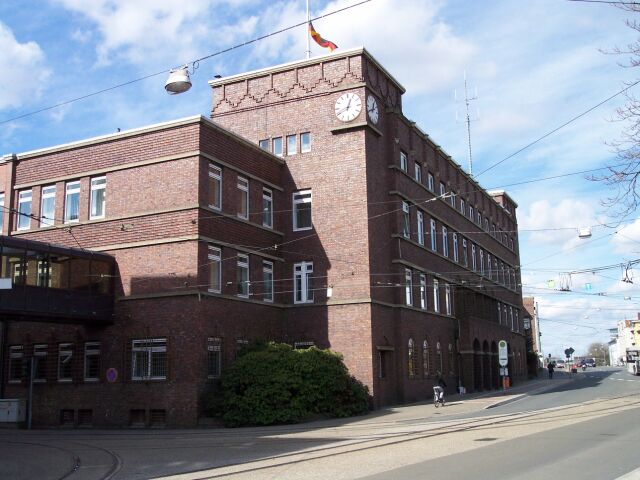
Bogestra-Hauptverwaltung, 2004

Die Bogestra-Hauptverwaltung ist der Hauptsitz der Bochum-Gelsenkirchener Straßenbahnen AG in Bochum, Universitätsstraße 58.
Das Unternehmen wurde 1896 gegründet, der Sitz wurde 1908 auf Betreiben des Großaktionärs Hugo Stinnes zunächst nach Essen verlegt. Von 1926 bis 1928 entstanden nach Plänen des Architekten Heinrich Schmiedeknecht in Bochum das Verwaltungsgebäude, eine Wagenhalle mit 10.000 m² Fläche und eine Direktorenvilla. Die Inbetriebnahme erfolgte am 7. November 1929. Das Verwaltungsgebäude steht unter Denkmalschutz und wurde restauriert.
Ein Erweiterungsbau für die Hauptverwaltung wurde 1981–1983 nach Entwurf des Architekten Paul Gerhard Wieschemann anstelle der abgebrochenen Direktorenvilla auf dem Eckgrundstück zur Oskar-Hoffmann-Straße errichtet. Die Betriebswerkstatt (Wagenhalle) wurde im Sommer 2005 stillgelegt und im Frühjahr 2007 abgerissen, ebenso das nördliche Nebengebäude sowie die, die beiden Gebäude verbindenden Flachbauten der Kantine und der Fahrschule.
An ihrer Stelle entstand u. a. bis 2013 ein zweiter Erweiterungsbau der Hauptverwaltung mit Kundencenter und Büroräumen, ein Großteil des Geländes wurde Parkplatz und an das benachbarte Autohaus verkauft. Der neue Haupteingang des Komplexes liegt an der Stelle des ehemaligen Einfahrtstors zur Wagenhalle.
Nachfolgestandort für Betriebswerkstatt bzw. Wagenhalle ist der 2002–2005 erbaute Betriebshof Engelsburg an der Ecke Essener Straße / Engelsburger Straße.